# 桑代蓋省
7°57′N 3°35′W / 7.950°N 3.583°W

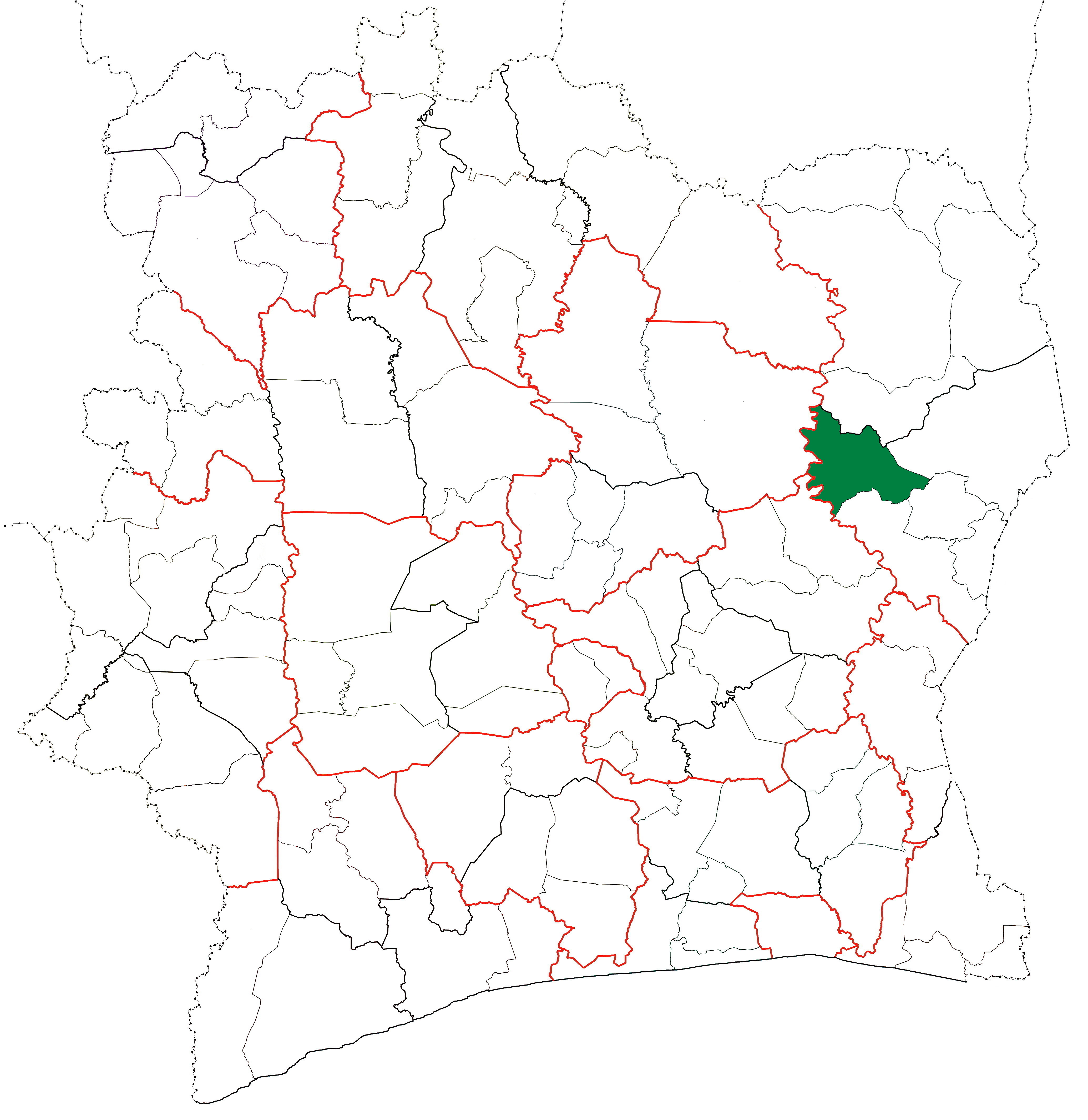

桑代蓋省（法語：Sandégué），是科特迪瓦的省份，位於該國東北部贊贊區，由貢圖戈大區負責管轄，南面是昆法奧省，東面是邦杜庫省，成立於2009年，2014年時人口為56,215人。